# 義大利裔印度人
義大利裔印度人，是指祖先是義大利人而有印度公民櫂的居民。人數約700-1000人。

## 移民歷史
早在羅馬時代，已有義大利人以貿易商身份來到印度。在中世紀時，第一批抵達印度的義大利人是耶穌會士和天主教傳教士。
在16世紀時，很多義大利耶穌會士來到南印度如果阿、泰米爾納德邦、喀拉拉邦，其中最有名的是羅拔圖·德·諾比里。
在二次大戰時，英國把很多來自歐洲和北非的義大利軍隊戰俘送到班加羅爾和馬德拉斯一帶的戰俘營看管。
近年來，許多意大利人為了商業目的而來到印度。 今天，意大利是印度在歐盟的第四大貿易夥伴。 意大利政府已經將印度確定為優先國家，特別是2007年的焦點國家，目前在印度正在開展業務的意大利幾家公司。[6] 印度的許多意大利外籍人士往往是跨國公司的企業家。[2] 另外還有一些學生。 意大利也在印度保持積極的外交存在; 除了返在德里的大使館外，還有在果阿，孟買，加爾各答的領事館。
最有名的義大利裔印度人是索妮婭·甘地，她是國大黨總裁。